# بخش مرکزی شهرستان اهواز
بخش مرکزی، یکی از بخش‌های شهرستان اهواز در استان خوزستان ایران است. مرکز این بخش، کلانشهر اهواز است.

## تقسیمات کشوری
- بخش مرکزی شهرستان اهواز
  - دهستان الهایی
  - دهستان لامی

شهرها: اهواز و الهایی

## جمعیت
بر پایه سرشماری عمومی نفوس و مسکن در سال ۱۳۹۵، جمعیت بخش مرکزی شهرستان اهواز برابر با ۱٬۲۶۰٬۸۱۷ نفر بوده است.